# Botanophila isikariana
Botanophila isikariana este o specie de muște din genul Botanophila, familia Anthomyiidae. A fost descrisă pentru prima dată de Masayoshi Suwa în anul 1974. Conform Catalogue of Life specia Botanophila isikariana nu are subspecii cunoscute.